# Mirosław Graf
Mirosław Graf (* 6. června 1959) je bývalý polský skokan na lyžích, byl průkopníkem V-stylu.

## Kariéra
Svoji kariéru započal ve středisku Szklarska Poręba, od roku 1974 působil v polském městě Karpacz a mezi lety 1980–1982 v Zakopaném.
V roce 1969 utrpěl zlomeninu žeber a podvrknutí kotníku v důsledku umístění lyží při skoku do tvaru písmene V. Trenéři se snažili odnaučit jej tento styl, doporučovali mu chodit s chodidly dovnitř a na vázání lyží mu umisťovali speciální „čelisti“. Graf i přesto V-stylem skákal nadále s lepšími výsledky a bezpečnější skoky, rozhodčí jej ale hodnotili 15–16 body. V pozdních 80. letech byl klínový styl užíván také Švédem Janem Boklövem.
V soutěži konané v Karpacz Graf předvedl nejdelší skok, ten ve výsledku po ohodnocení rozhodčími stačil však pouze na 4. místo. V roce 1980 při světovém poháru v Zakopaném skočil 108 metrů daleko.
Svoji kariéru ukončil roku 1982 a dále se věnoval studiu tělesné výchovy na Vratislavské univerzitě. V roce 1989, naposledy, kdy skočil ve Szklarské Porębě, ustanovil nový zdejší rekord můstku a vyhrál soutěž.
Je členem komise pro severskou kombinaci polské lyžařské federace. Devět let řídil lyžařský klub UKS GRAF-ski. V roce 2014 byl zvolen starostou Szkalrské Poreby.